# منتخب إيران لكرة اليد للسيدات
منتخب إيران لكرة اليد للسيدات (بالفارسية: تیم ملی هندبال زنان ایران) هو ممثل إيران الرسمي في المنافسات الدولية في كرة اليد للسيدات
.